# Merry-Go-Round (film 2017)
Merry-Go-Round (tłum. karuzela) – krótkometrażowy film fabularny produkcji ukraińsko-polskiej. Obraz, który miał premierę w 2017 roku, wyreżyserował Ihor Podolczak. Producentami filmu byli Podolczak, Igor Djurycz i Lilija Młynarycz (koproducenci: Maksym Asadczy, Sergiusz Niedzielski).
Operatorem był Sergiusz Myhalczuk, a dyrektorem artystycznym Switłana Makarenko. Muzykę do filmu stworzył Oleksandr Szczetynski. Światowa premiera filmu odbyła się 9 lipca 2017 roku w Australii w ramach międzynarodowego festiwalu filmowego Revelation w Perth. Film został nominowany do nagrody narodowej na Międzynarodowym Festiwalu Filmowym w Odessie.

Lakoniczne – tylko pięć minut – ćwiczenie lwowskiego artysty-ekspresjonisty i reżysera barokowych, nieco rozmytych psychodram (Panny dworskie, Delirium), w manierze rzeźby wideo.

## Fabuła
Cyrk somnambuliczny Ribera & Velazquez zaprasza wszystkich na show Merry-Go-Round, gdzie cienie, które uciekły z jaskini platońskiej obracają karuzelę we mgle katakumb.

## Twórca

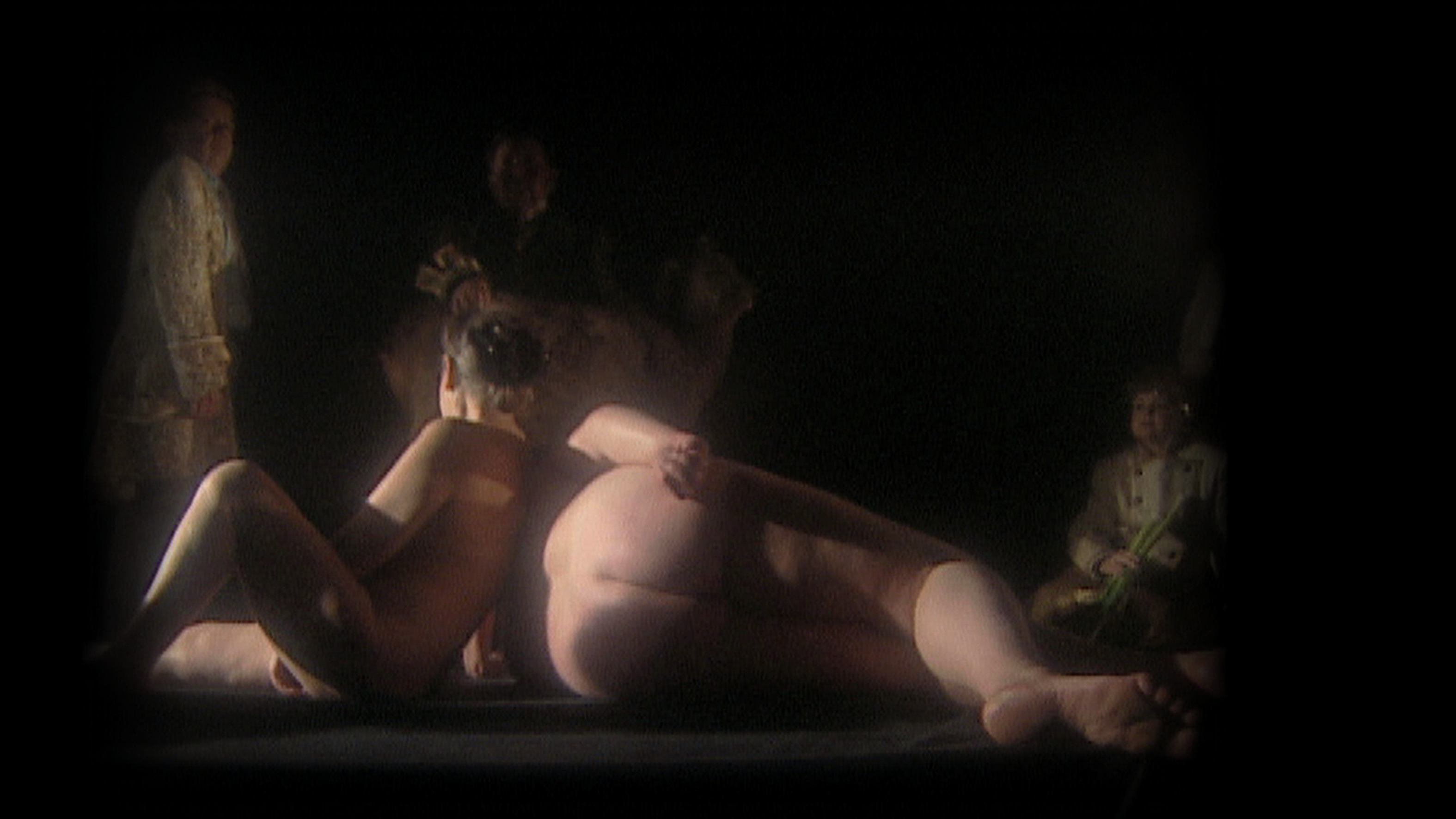
Kadr z filmu

Wśród współczesnych artystów, którzy stali się filmowcami, Ihor Podolczak jest postacią kontrowersyjną. W przeciwieństwie do Matthew Barneya i Mariny Abramovicz, Podolczak nie balansuje na pograniczu konceptualnej sztuki wideo, a zajmuje się kinematografią w czystej postaci. Jednocześnie filmy Podolczaka są znacznie bliższe kinom eksperymentalnym niż filmy nakręcone przez innych współczesnych artystów, takich jak: Julian Schnabel, Cindy Sherman, Sam Taylor-Wood czy Steve McQueen.

## Dane techniczne
Film został nakręcony w formacie Betacam SP, PAL. Format projekcji: DCP. Dźwięk: stereo. Proporcje: 16:9 (HD), 1.85:1 (2K DCP Flat).

## Udział w festiwalach

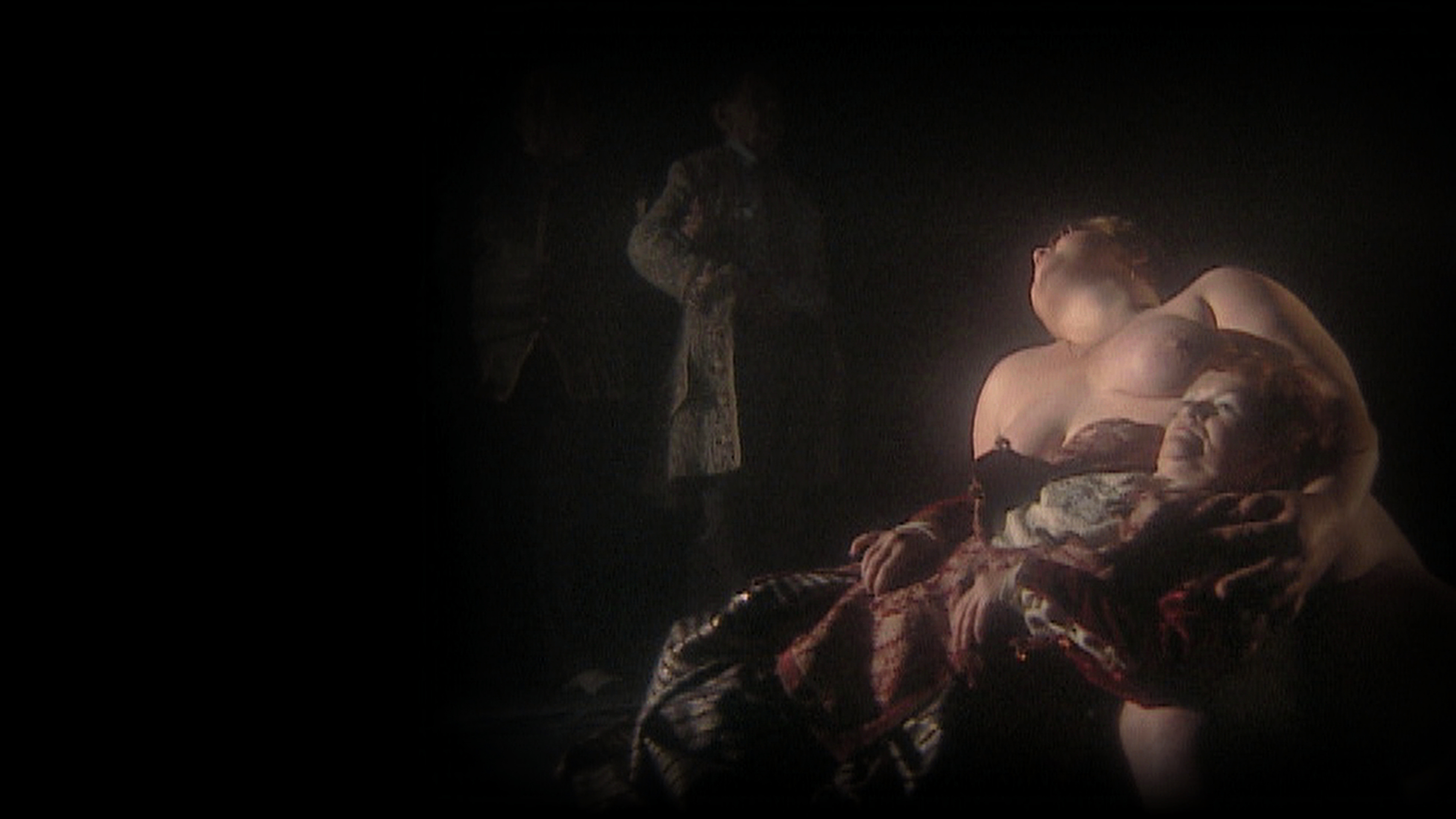
Kadr z filmu

- 2017: Revelation. Perth International Film Festival. Perth, Australia[8];
- 2017: Brisbane International Film Festival. Australia[9];
- 2017: Międzynarodowy festiwal filmowy w Brunszwiku. Niemcy[10];
- 2018: Fantasporto: Oporto Międzynarodowy festiwal filmowy – Porto, Portugalia[11];
- 2018: Experimental Video Show. The Exchange Gallery – Bloomsburg, Stany Zjednoczone;
- 2018: North Bellarine Film Festival, Australia[12];
- 2018: Skandynawski międzynarodowy festiwal filmowy. Helsinki, Finlandia[13]
- 2018: Interference Festiwal. Gdańsk;
- 2019: Spectral Film Festival. Stevens Point, Stany Zjednoczone[14];
- 2019: Paris European Film Festival "L'Europe autour de l'Europe". Francja;
- 2019: Festival ECRA. Rio de Janeiro, Brazylia[15];
- 2019: L’Age d’Or International Arthouse Film Festival. Kolkata, Indie;
- 2019: Cineautopsia v.5. Bogotá Experimental Film Festival. Kolumbia;
- 2019: The Unseen Festival. Denver, Stany Zjednoczone[16];
- 2019: STRANGLOSCOPE - Mostra Internacional de Áudio, Vídeo, Filme. Brazylia[17];
- 2019: Firenze FilmCorti Festival. Florencja, Włochy;
- 2022: Festival Internacional de Cine de Alicante. Alicante, Hiszpania[18].

## Wyróżnienia

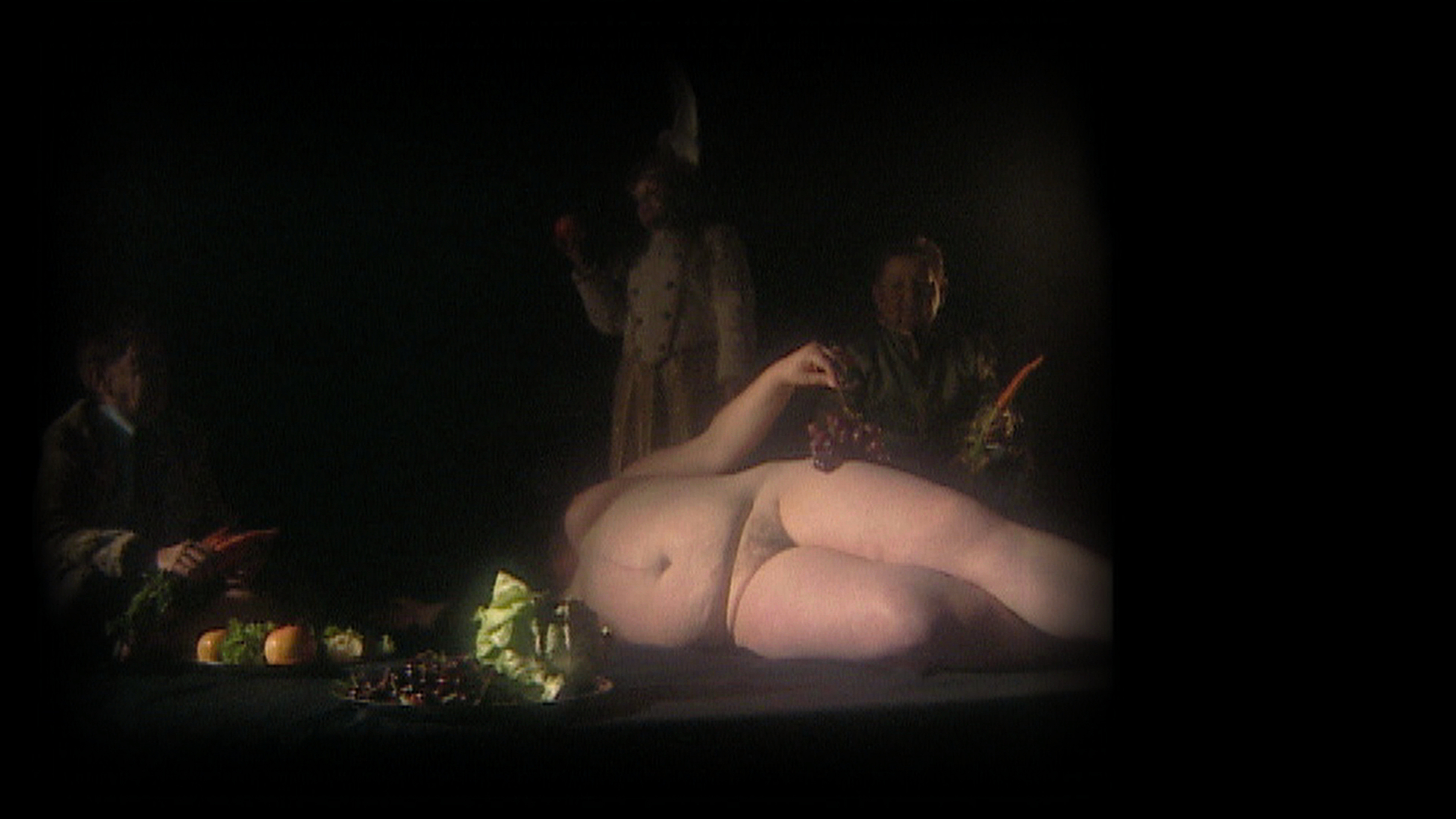
Kadr z filmu

### Nominacje
- 2017: Najlepszy ukraiński film krótkometrażowy – Międzynarodowy festiwal filmowy w Odessie[19];
- 2018: Avant-guarde & Experimental Special Award – Skepto międzynarodowy festiwal filmowy w Cagliari, Włochy[20];
- 2018: Najlepszy Film Eksperymentalny – Lecce Film Festival we Włoszech[21].
- 2019: Prix Sauvage Corto – Europejski Festiwal Filmowy l’Europe autour de l’Europe. Paryż, Francja[22]